# Museo ebraico Yeshivà Marini
Il Museo ebraico Yeshivà Marini si trova a Livorno, in via Micali, ed è ospitato nell'oratorio ottocentesco di una palazzina neoclassica.
È stato inaugurato nel 1992 e offre una documentazione sulle persecuzioni nazifasciste attuate dopo l'emanazione delle leggi razziali, affiancata da un'esposizione degli oggetti d'arte sacra provenienti dalla Sinagoga.
L'antica Sinagoga, gravemente danneggiata nel corso dell'ultimo conflitto mondiale e quindi ricostruita integralmente sulla base del progetto di Angelo Di Castro, possedeva arredi di notevole valore ed era il simbolo dell'importanza assunta dalla numerosa comunità ebraica livornese.
Gran parte della collezione andò distrutta durante la guerra, ma nel museo si conservano ancora, oltre agli arredi sacri, argenti e tessuti prodotti da maestranze livornesi, francesi e centroeuropee.
Da segnalare il pregevole Hekhàl in legno intagliato, che scampò ai bombardamenti della Sinagoga; secondo la tradizione esso fu portato a Livorno dagli ebrei provenienti dalla Penisola Iberica.
Importante è anche la collezione di oggetti in corallo, attività, quella della lavorazione del corallo, verso la quale erano dediti molti appartenenti alla comunità ebraica livornese.